# Стенли Фишер
Стенли Фишер (на иврит: סטנלי פישר) e американски и израелски икономист и настоящ управител на Централната банка на Израел.
Той е професор в МИТ от 1977 до 1988 г., където пише 2 популярни учебника по икономика - „Макроикономика“ с Руси Дорнбух и Ричард Стар, както и „Лекции по макроикономика“ с Оливие Бланшар. Бил е съветник по докторския тезис на Бен Бернанке.
Стенли Фишер се кандидатира за изпълнителен директор на МВФ на 11 юни 2011 г., след като предишният директор на МВФ Строс-Кан подава оставка след секс-скандал и арест.  В надпреварата за поста се състезава с френската кандидатура (подкрепяна от Европа) на министърката Кристин Лагард. 
Почетен доктор на Еврейския университет в Йерусалим (2006).